# 湯姆斯普萊斯 (加利福尼亞州)
湯姆斯普萊斯（英語：Toms Place）是位於美國加利福尼亞州莫諾縣的一個非建制地區。該地的面積和人口皆未知。

## 地理
湯姆斯普萊斯的座標為37°33′41″N 118°40′52″W / 37.56139°N 118.68111°W，而該地的平均海拔高度為2161米（即7090英尺）。